# Messerschmitt Me 321
Messerschmitt Me 321 Gigant là một loại tàu lượn chở hàng cỡ lớn của Đức, được phát triển và sử dụng trong Chiến tranh thế giới II. Nó được phát triển thành loại máy bay Messerschmitt Me 323 Gigant có 6 động cơ.

## Biến thể
- Me 321 A-1:
- Me 321 B-1:

## Tính năng kỹ chiến thuật (Me 321B)
Dữ liệu lấy từ German Aircraft of the Second World War
Đặc điểm tổng quát
- Kíp lái: 3
- Sức chứa: 130 lính
- Chiều dài: 28,15 m (92 ft 4 in)
- Sải cánh: 55 m (180 ft 5 in)
- Chiều cao: 10,15 m (33 ft 4 in)
- Diện tích cánh: 300 m² (3.228 sq ft)
- Trọng lượng rỗng: 12.400 kg (27.300 lb)
- Trọng lượng có tải: 34.400 kg (75.800 lb)

 Hiệu suất bay 
- Vận tốc cực đại: 160 km/h khi kéo (100 mph)
- Vận tốc lên cao: 2,5 m/s khi được 3 chiếc Bf 110 kéo (490 ft/phút)

Trang bị vũ khí

- Súng: 4 × súng máy MG 15 7,92 mm (.312 in)